# 印度海軍
印度海軍（羅馬化：Bhartīya Nausenā）擁有60,000余人，其中有5,000余名海軍航空兵和2,000余名海軍陸戰隊。 近年來，印度廣泛進行海軍現代化和發展，開發出國產核潛艇及航空母舰，目前擁有超過132艘正在服役的軍艦，旗舰为超日王號航空母艦，成為藍水海軍。其主要目標是保護國家海洋邊界、加強國際關係、人道主義救援。

## 發展歷史
印度海軍的前身是以東印度孟買公司為核心的孟買艦隊（成立於1612年，1686年主要基地轉移到孟買），1830年改稱印度海軍。 1857年事變後，英國剝奪了東印度公司的統治權，而所屬海軍則在1863年被撤銷，防務移交給了英國皇家海軍。不過，為了完成非戰鬥任務，孟買分艦隊和孟加拉分艦隊相繼於1863年和1876年恢復，之後在1877年被重新命名為“女王陛下的印度艦隊”，設有東部和西部分艦隊，基地分別在加爾各答和孟買。 1889年，艦隊裝備7艘魚雷艇，3年後又增加了兩艘砲艇。至1892年，又改名為“皇家印度艦隊”。二戰爆發後，皇家印度海軍得到了長足的發展。 1939年9月，海軍僅擁有1,908人，裝備5艘護衛艇、1艘調查船等；而到了1945年戰爭結束時，海軍達到了30,478人，擁有了4艘護衛艦、4艘小型護衛艦、7艘護衛艇、14艘掃雷艦艇、150艘登陸艇、16艘拖船、輔助船隻32艘、各類小艇與汽艇245艘。 1947年8月15日印巴分治時，印度分得20餘艘艦艇，6,500名官兵，印度海軍就是在此薄弱基礎上逐步發展起來的。 1950年1月印度建立共和國，印度皇家海軍隨之改稱印度海軍。 1951年5月，印度海軍成為第一支被授予印度總統旗的印度軍隊。 1952年印度海軍組成第一支海軍艦隊——西部艦隊（當時該艦隊只有20艘印度皇家海軍遺留下來的老式戰艦），1958年9月，RD卡塔利海軍中將就任印度海軍首任參謀長。至90年代初，印度海軍發展到5萬人，主要艦艇140多艘。

## 艦隊編制
印度海軍總兵力六萬餘人（含海軍航空兵、海軍陸戰隊）。編有東部、西部、南部和遠東四個地區司令部，東、西兩支艦隊（分別駐維沙卡帕特南和孟買）。另編有潛艇司令部（駐維沙卡帕特南）和海軍航空兵司令部（駐果阿），印度海軍旗艦維克拉瑪蒂亞號航空母艦配屬於西部艦隊。

## 主要武器裝備

### 戰鬥艦艇

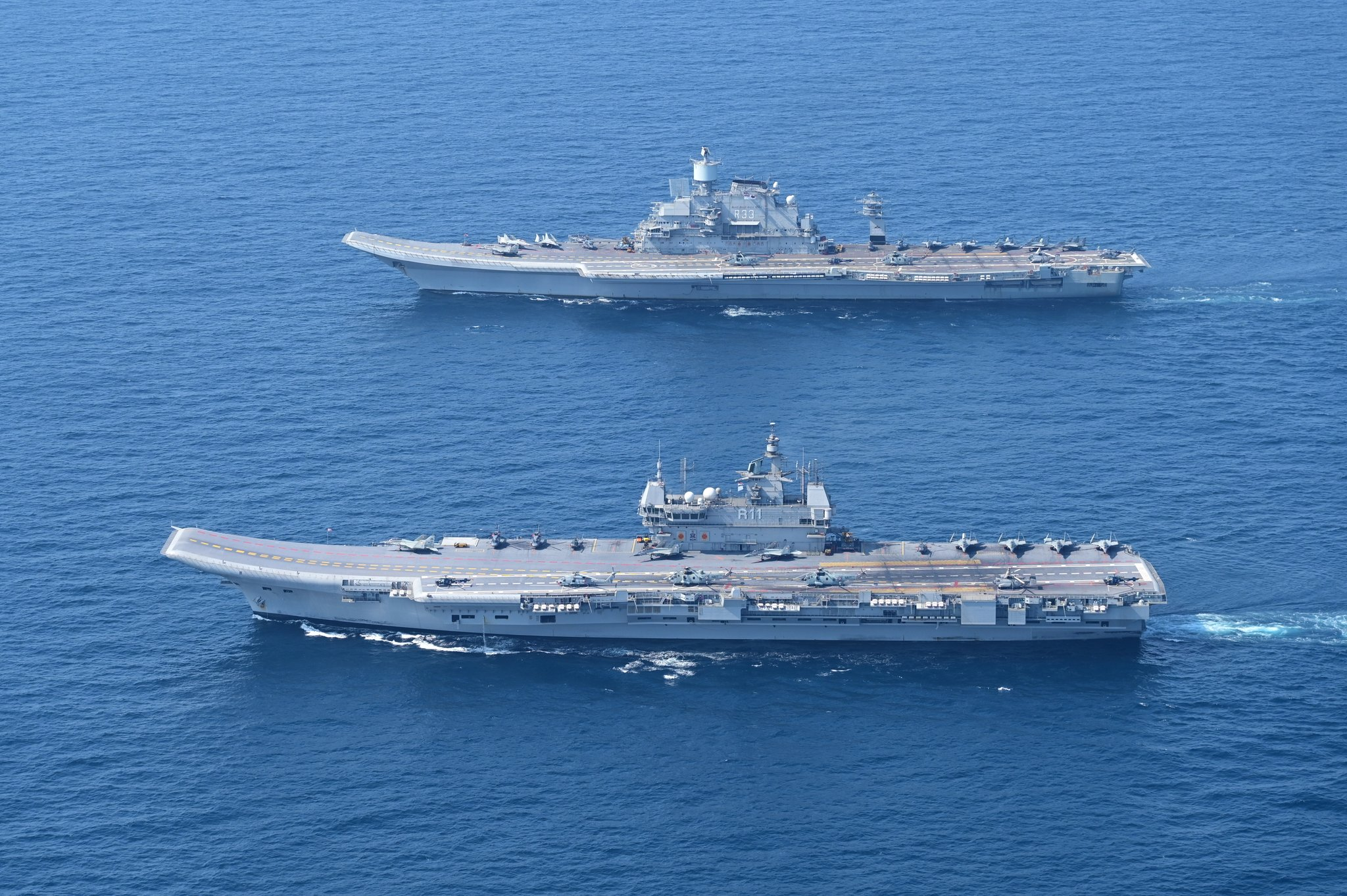
基輔級航空母艦和維克蘭特級航空母艦
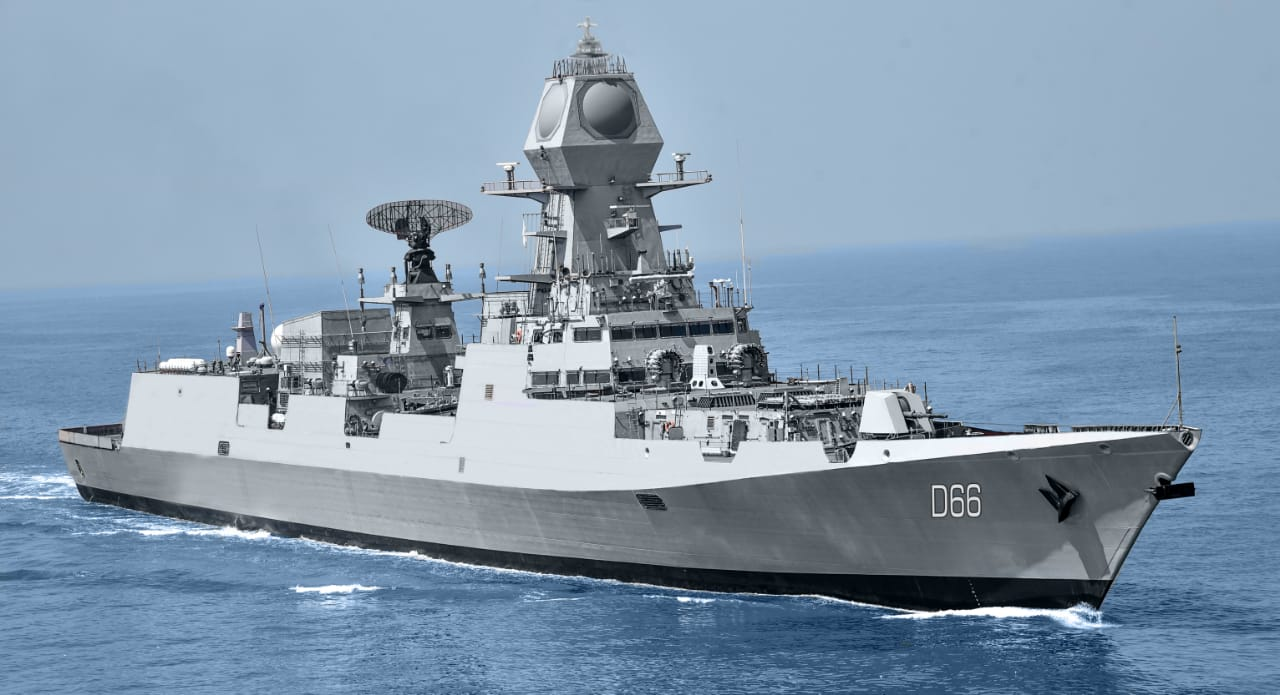
维沙卡帕特南级驱逐舰
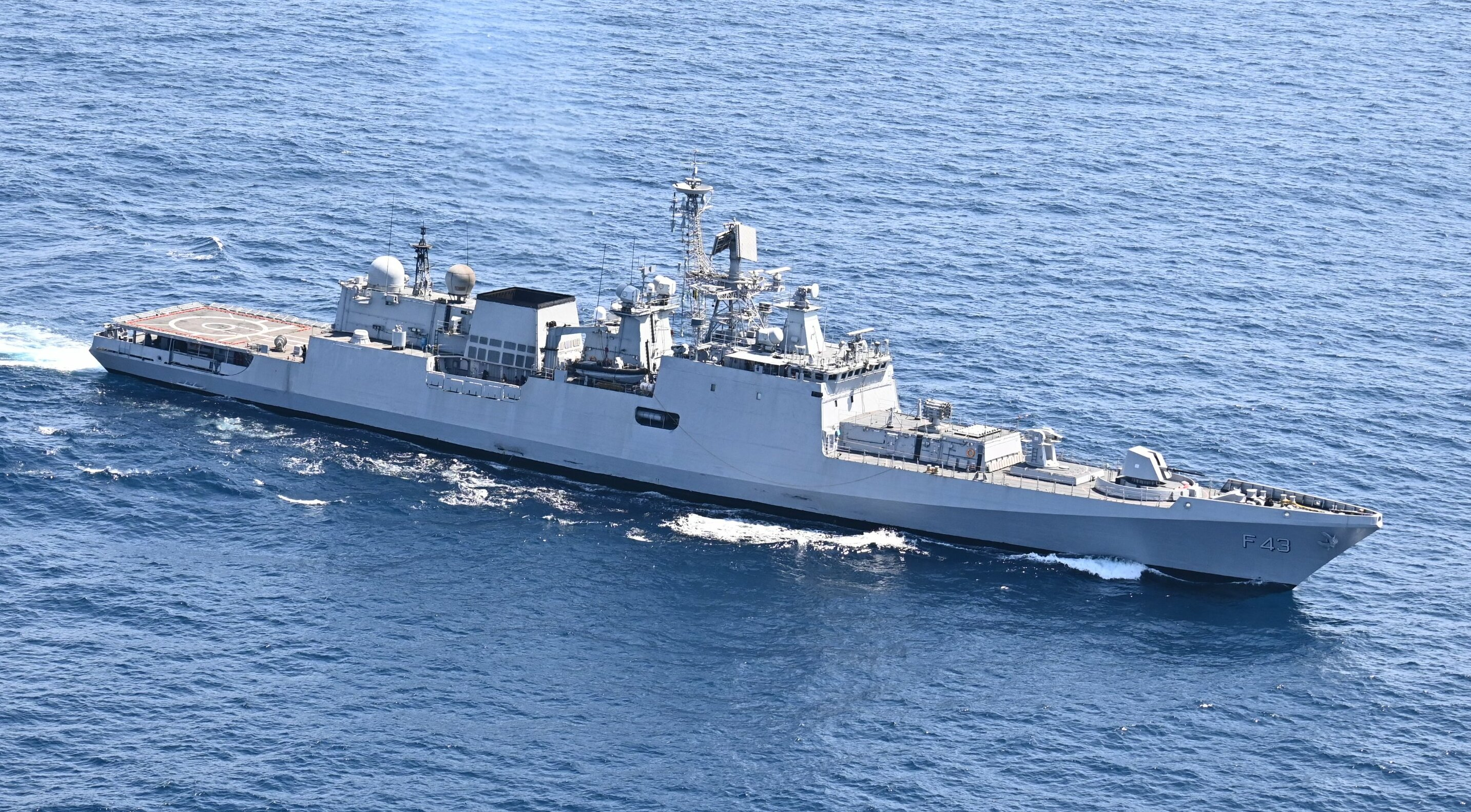
塔爾瓦級巡防艦
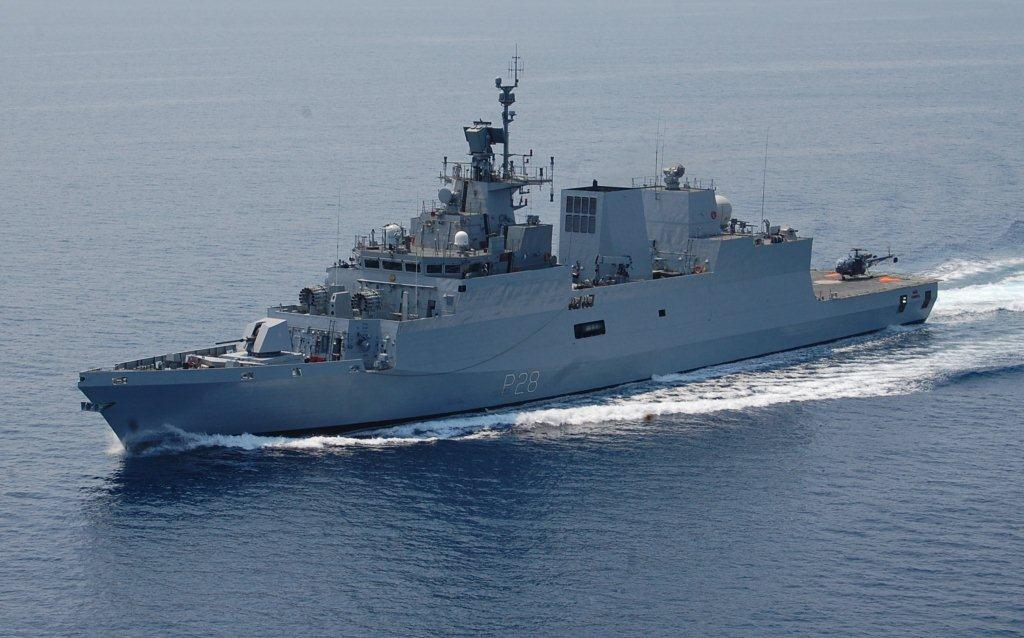
格莫尔达级护卫舰

航空母艦（2艘）
- 維克蘭特級航空母艦 1艘服役、1艘规划中
- 基輔級航空母艦 1艘服役

驅逐艦（13艘）
- P18型驅逐艦（英语：Project 18-class destroyer）（計劃中）
- 维沙卡帕特南级驱逐舰 4艘服役
- 加爾各答級驅逐艦 3艘服役
- 德里級驅逐艦 3艘服役
- 拉杰普特級驅逐艦 3艘服役

巡防艦（14艘）
- 尼爾吉里級巡防艦 (2019年) 1艘服役，6艘下水
- 什瓦利克級巡防艦 3艘服役
- 塔爾瓦級巡防艦 8艘服役，2艘在建
- 布拉馬普特拉級巡防艦（英语：Brahmaputra-class frigate） 2艘服役

輕型護衛艦（18艘）
- 格莫尔达级护卫舰 4艘服役
- 考拉級護衛艦（英语：Kora-class corvette） 4艘服役
- 維爾級護衛艦（英语：Veer-class corvette） 7艘服役
- 庫克里級護衛艦（英语：Khukri-class corvette） 2艘服役
- 阿比級護衛艦（英语：Abhay-class corvette） 1艘服役

### 兩棲艦艇

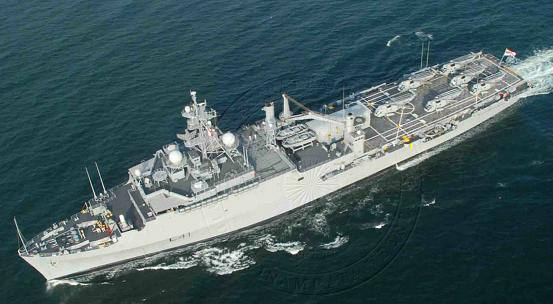
河馬號船塢登陸艦

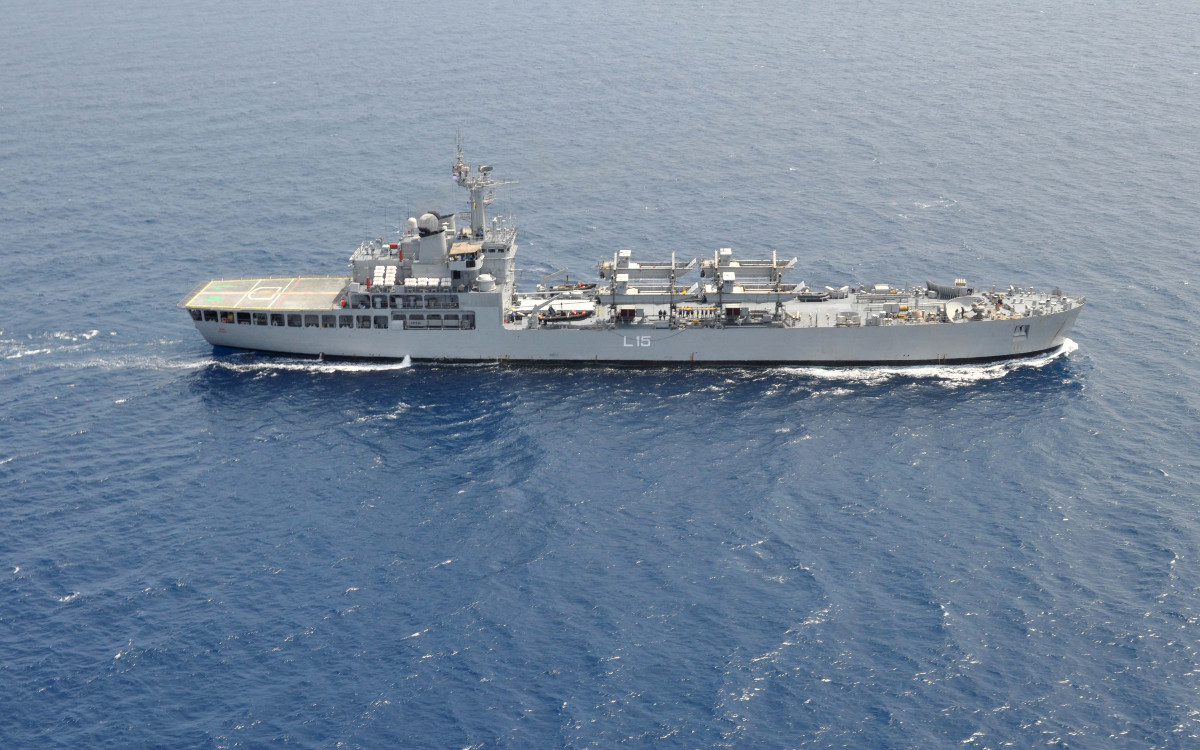
沙度爾級坦克登陸艦

船塢登陸艦（1艘）
- 奧斯汀級船塢登陸艦 1艘服役

坦克登陸艦（4艘 ）
- 沙度爾級坦克登陸艦（英语：Shardul-class tank landing ship） 3艘服役
- 馬加爾級坦克登陸艦（英语：Magar-class amphibious warfare vessel） 1艘服役

### 潛艦

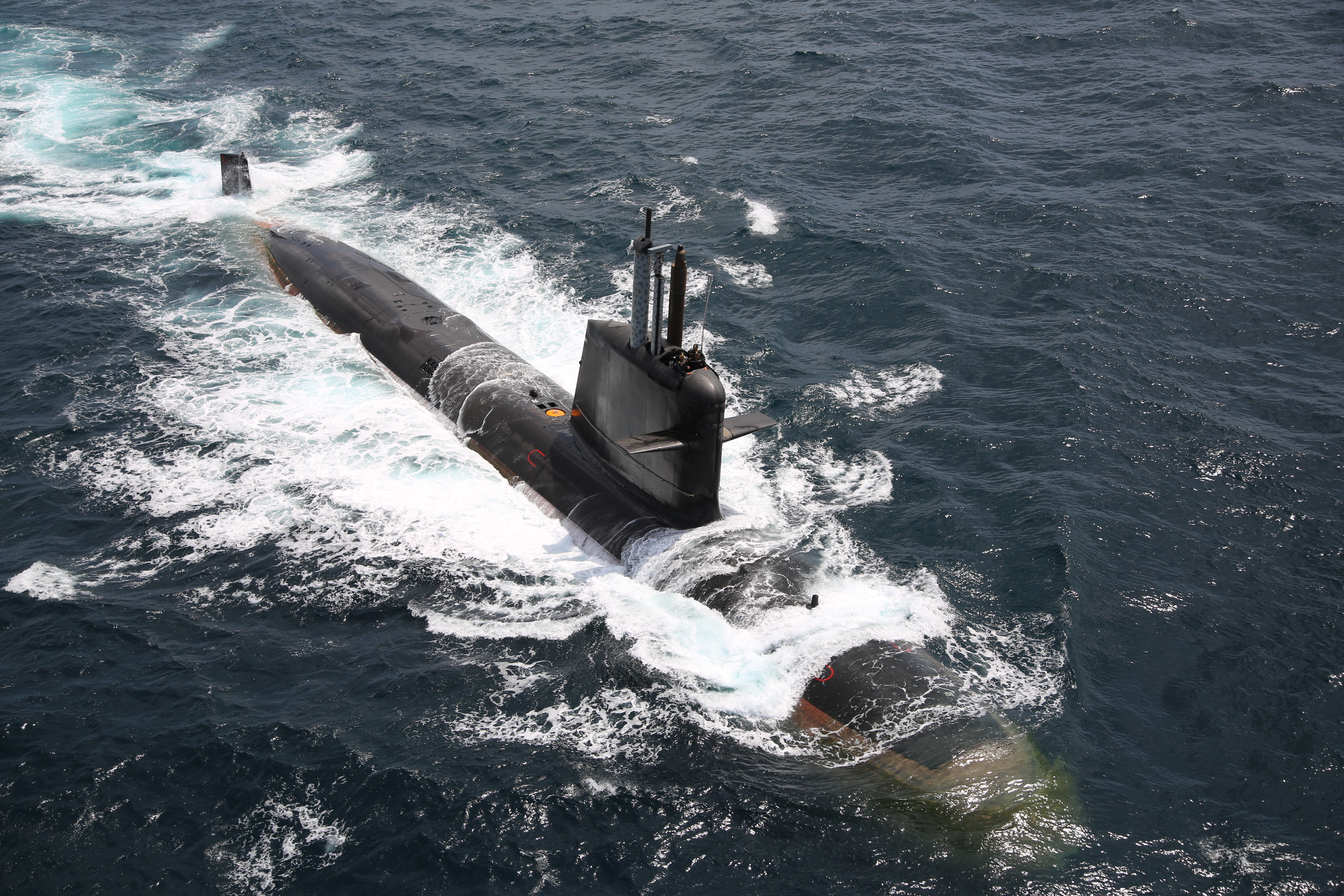
虎鯊級潛艇
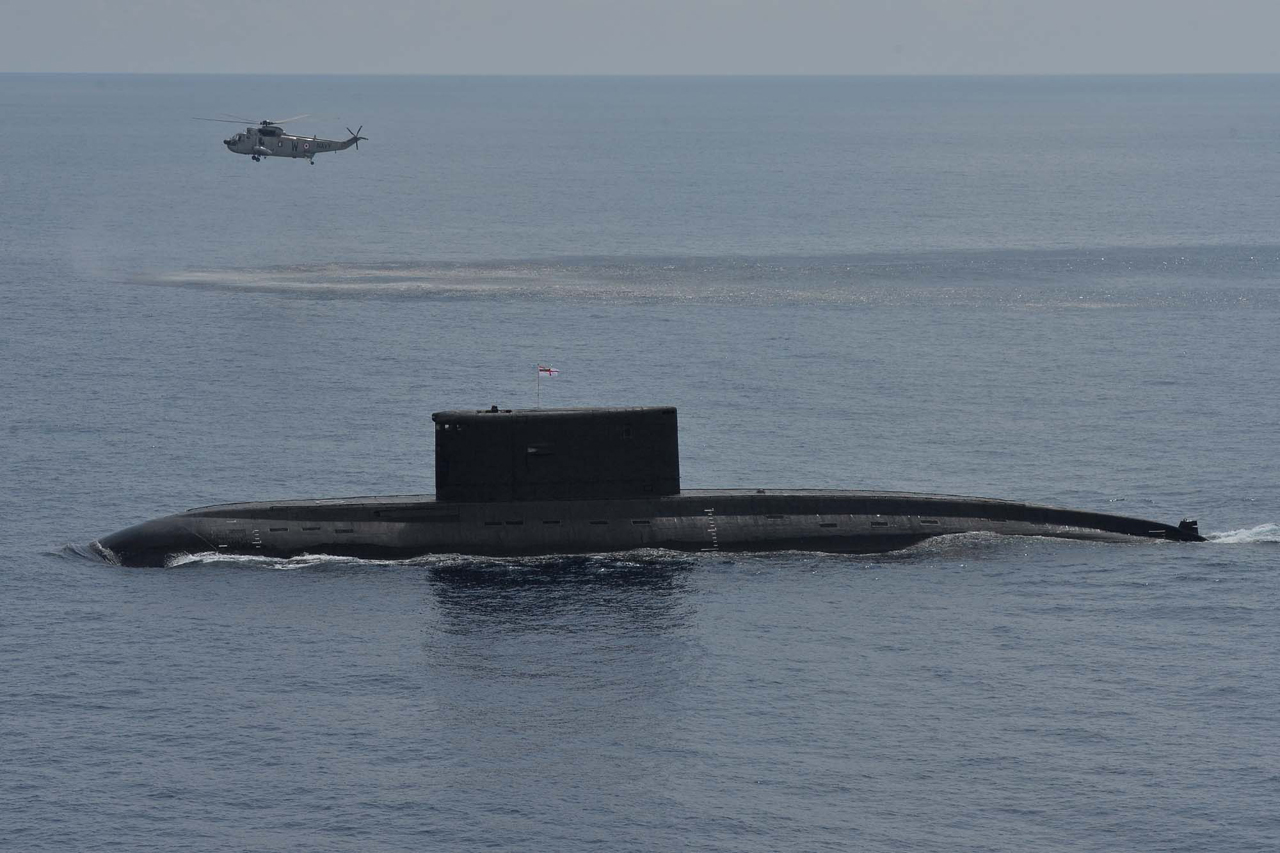
基洛級潛艇
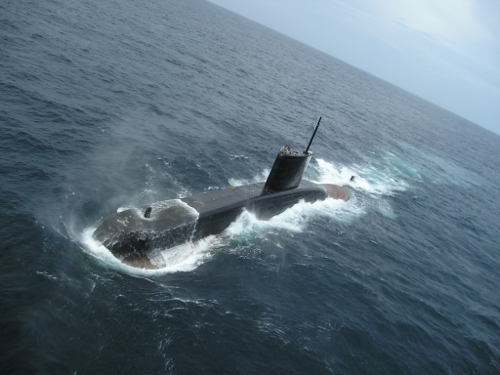
209型潛艇

彈道導彈核潛艇（2艘）
- 殲敵者級核潛艇× 2艘

攻擊型潛艇（17艘）
- 基洛級潛艇×7艘
- 209/1500型潛艇×4艘
- 鮋魚級潛艇×6艘[8]

### 輔助艦艇

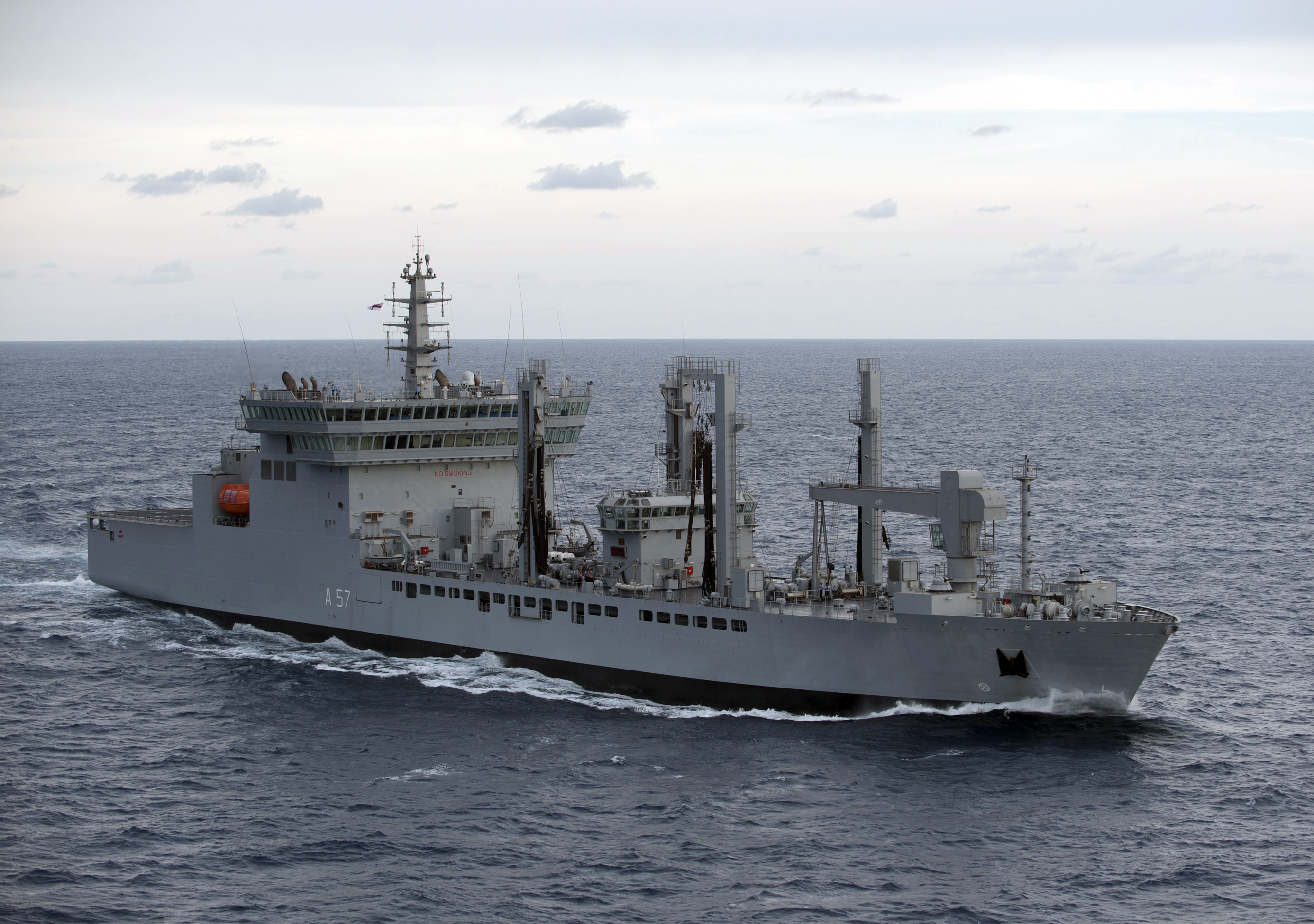
沙克蒂號補給艦

補給艦（4艘）
- 迪帕克級補給艦（英语：Deepak-class fleet tanker） 2艘服役
- 喬蒂級補給艦（英语：Komandarm Fedko-class oiler） 1艘服役
- 阿迪亞級補給艦（英语：Aditya-class auxiliary ship） 1艘服役

## 印度海軍航空兵

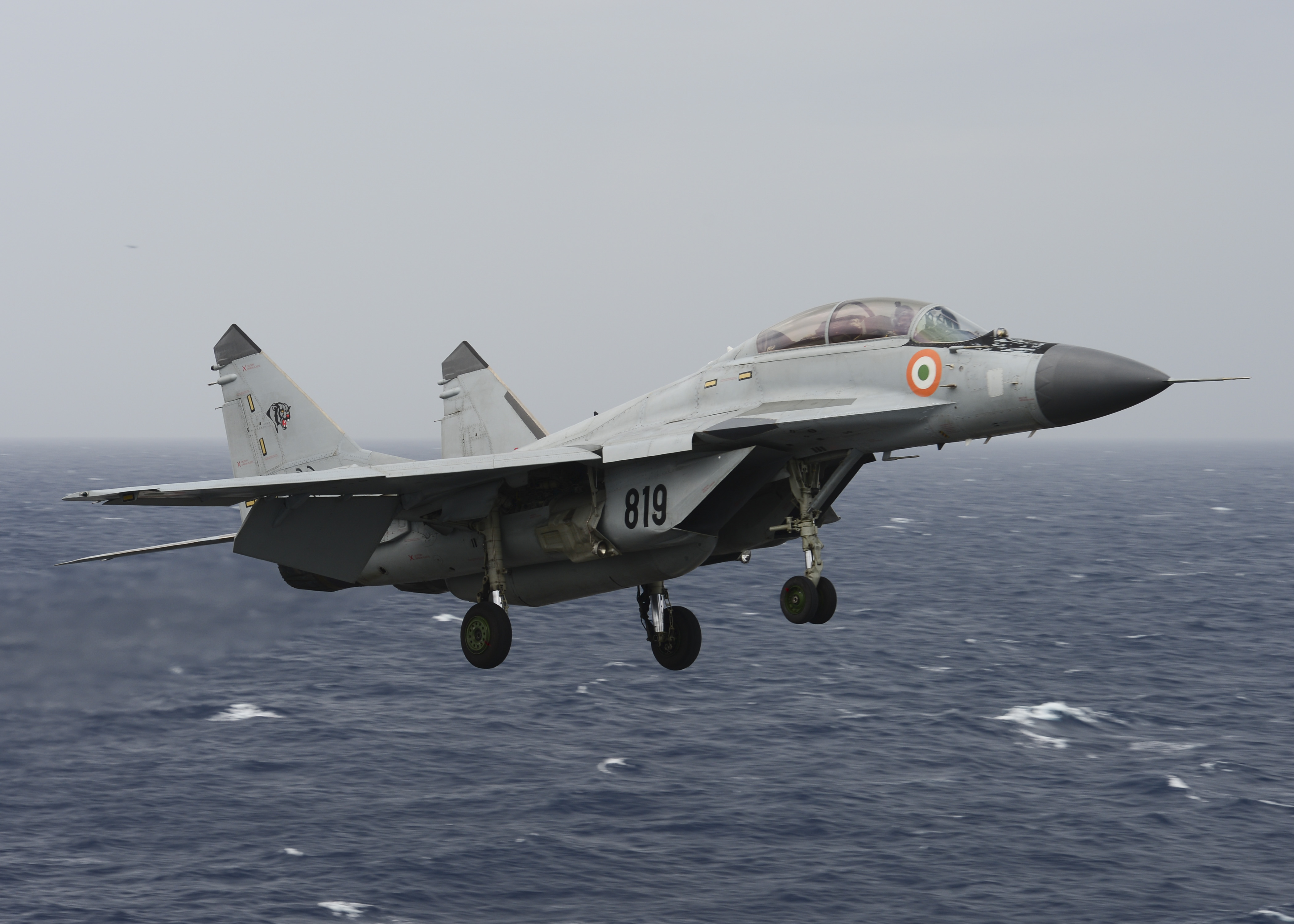
米格-29K戰鬥機
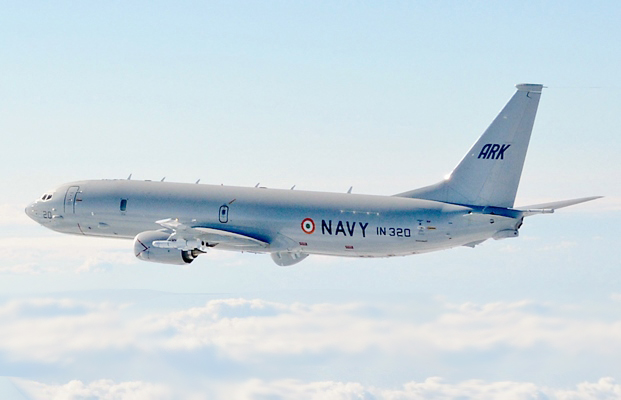
P-8波賽頓海上巡邏機
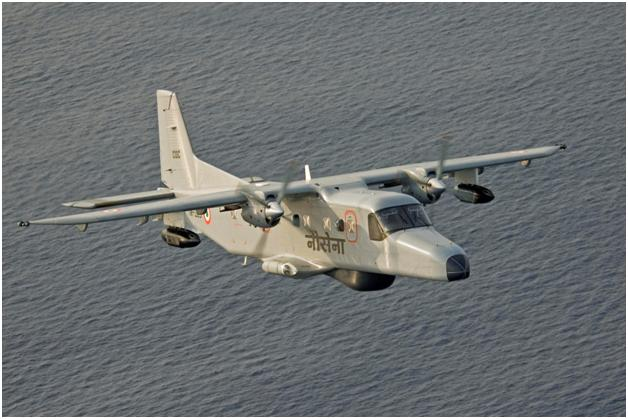
多尼尔228
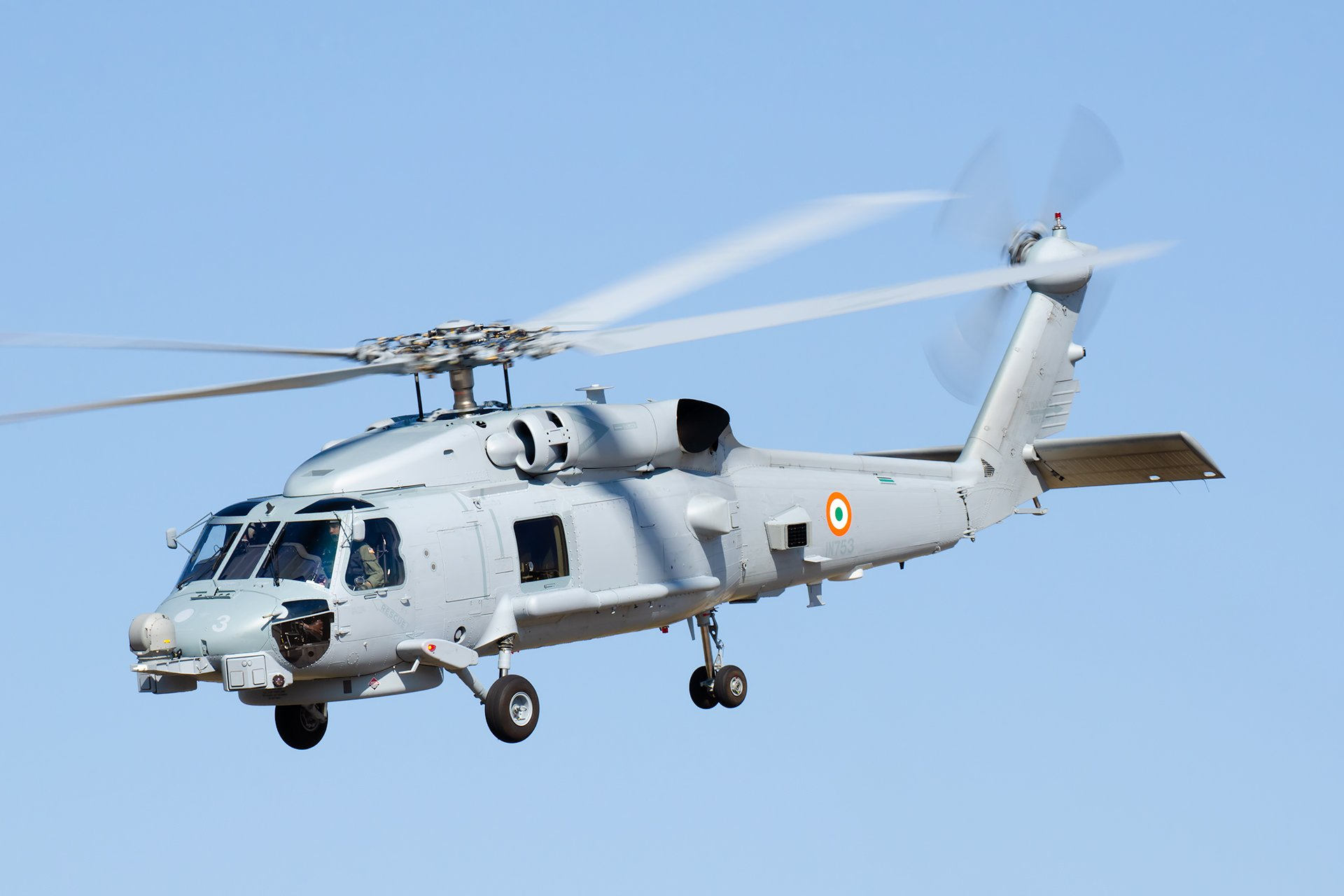
MH-60R
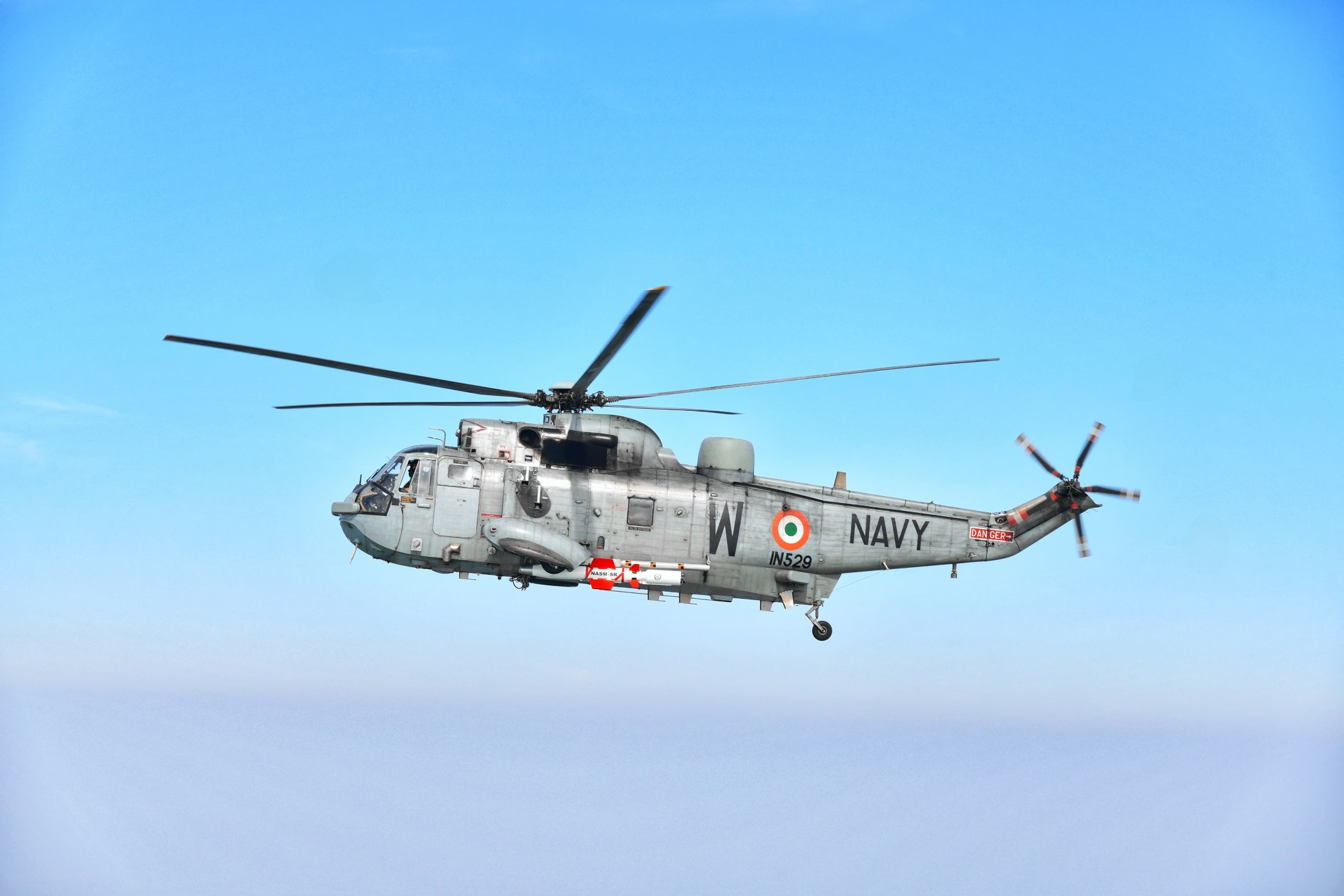
海王直昇機
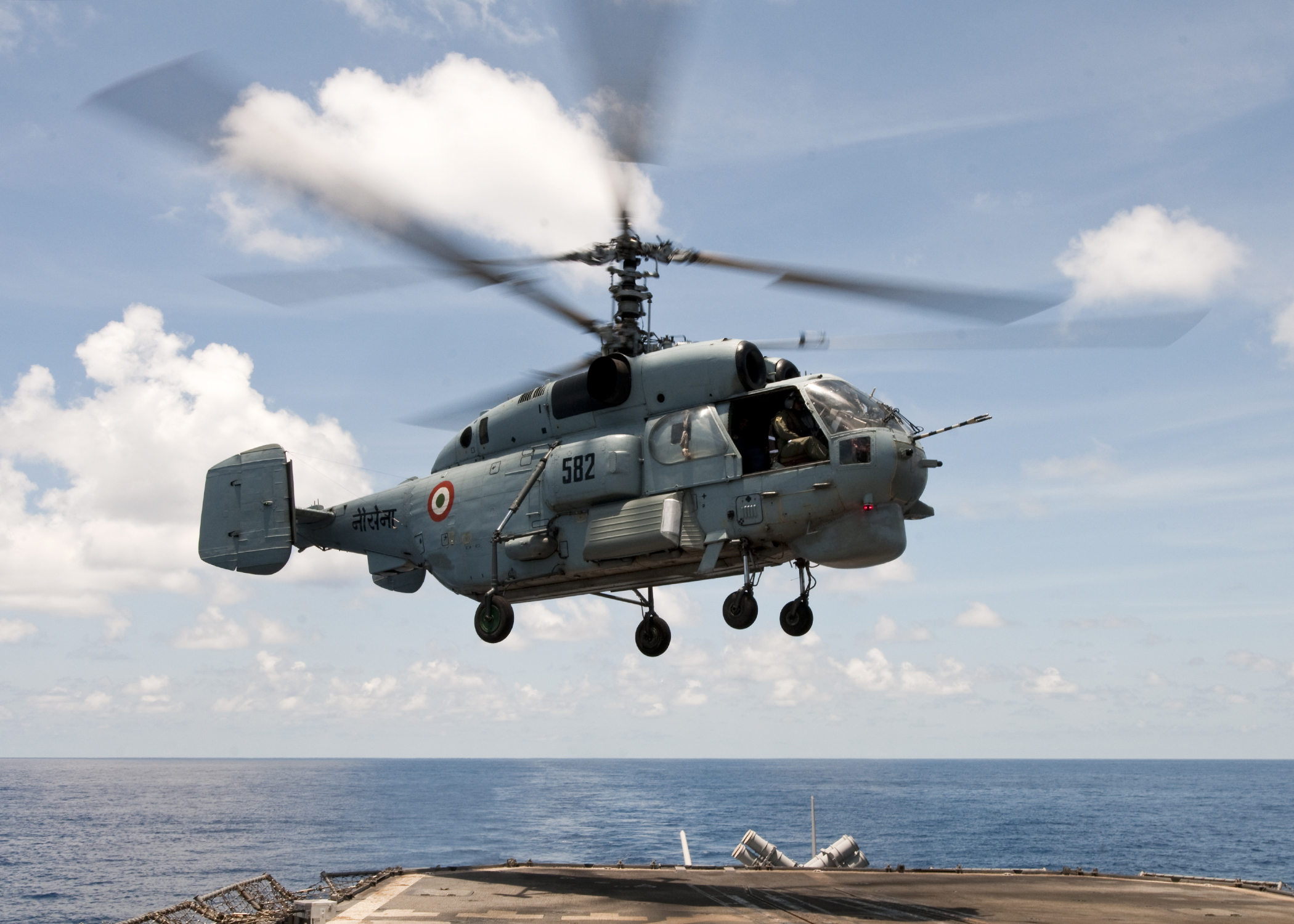
卡-27直升機
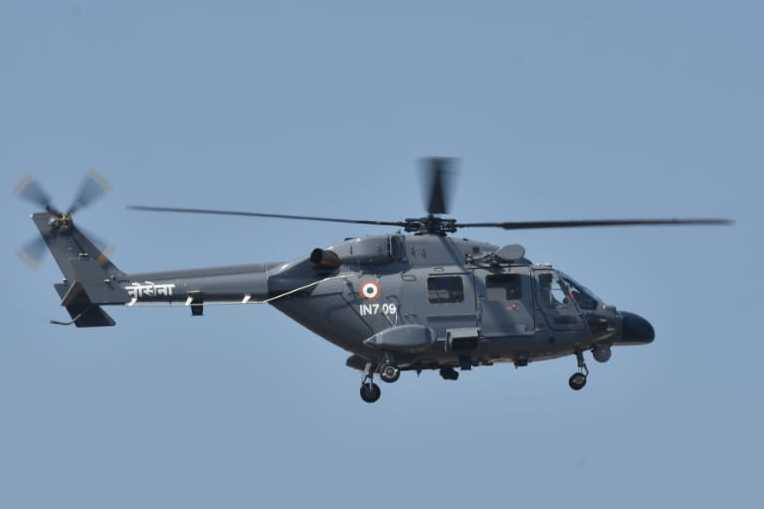
北極星直升機

舰载机
- 米格-29K戰鬥機 40架[9]（未来还将替换为法国“阵风M”舰载战斗机[10]）
- Rafale M[10]
- MH-60R 24架[11]
- 海王直昇機 6架
- 卡-31直升機 14架
- 卡-27直升機 14架
- 北極星直升機 14架

海上巡逻机
- P-8海上巡邏機 12架

侦察机
- 多尼尔228 28架
- 布里顿-诺曼BN-2岛民飞机 4架

無人機
- MQ-9B無人機 預計10架
- 搜索者偵察機
- 蒼鷺無人機（英语：IAI Heron）

教练机
- 鹰式教练机 17架
- 基蘭教練機（英语：HAL Kiran） 20架
- 管状病毒（英语：Pipistrel Virus） 12架